# هاگ‌برگ

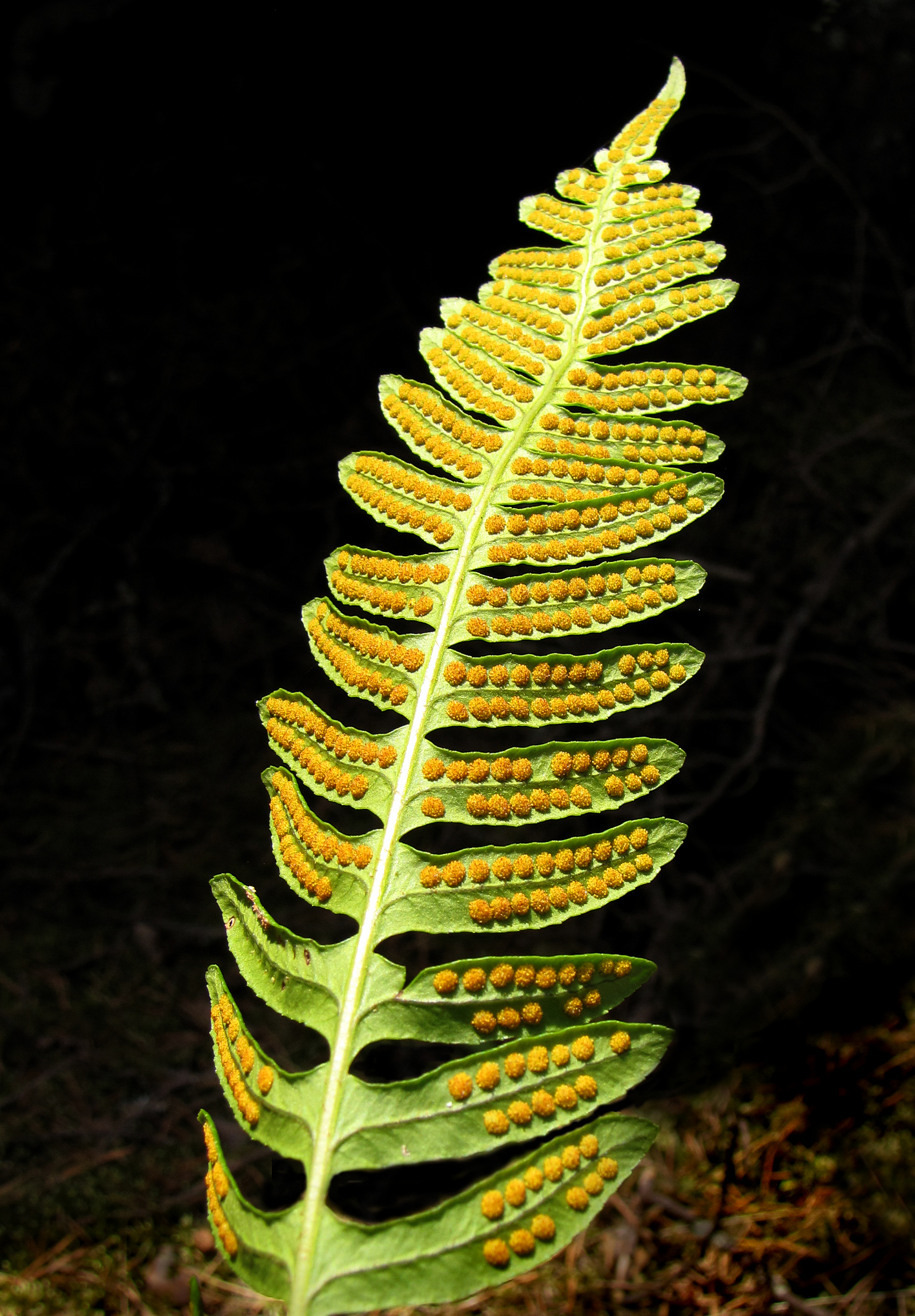
هاگ‌برگ سرخس، این یک برگ بارور دارای ساختارهای تولید مثلی است.

هاگ‌برگ (انگلیسی: Sporophyll)، برگی است که دارای هاگدان است. ریزبرگ‌ها و بزرگ‌برگ‌ها می‌توانند هاگ‌برگ باشند. در گیاهان ناجورهاگ، هاگ‌برگ‌های (چه ریزبرگ باشند و چه بزرگ‌برگ) دارای بزرگ‌هاگدان را بزرگ‌هاگ‌برگ و هاگ‌برگ‌های دارای ریزهاگدان را ریزهاگ‌برگ می‌نامند. همپوشانی پیشوندها و ریشه‌ها این اصطلاحات را به زیرمجموعه‌ای گیج‌کننده از نامگذاری گیاه‌شناسی تبدیل می‌کند.
هاگ‌برگ‌ها از نظر ظاهر و ساختار بسیار متفاوت هستند و ممکن است شبیه برگ‌های استریل باشند یا نباشند. گیاهانی که هاگ‌برگ تولید می‌کنند عبارتند از:
آلاریا اسکولنتا، یک جلبک قهوه‌ای که هاگ‌برگ‌ها را در نزدیکی قاعده جلبک نشان می‌دهد.
پنجه‌گرگ‌تباران، که در آن هاگ‌برگ‌ها ممکن است در استروبیلی جمع شوند (علف خوک و برخی از کاج‌های زمینی و جنس‌های مربوطه) یا به‌طور جداگانه در بین برگ‌های عقیم توزیع شوند (سرخس‌های منگوله‌ای). هاگدان در زیر بغل یا روی سطح محور هاگ‌برگ منتقل می‌شود. در اعضای ناجورهاگ، بزرگ‌هاگ‌برگ‌ها و ریزهاگ‌برگ‌ها ممکن است در الگوهای مختلفی با هم مخلوط یا جدا شوند.
سرخس‌ها، که ممکن است هاگ‌برگ‌‎هایی را تولید کنند که شبیه به برگ‌های استریل هستند یا به‌نظر بسیار متفاوت از برگ‌های استریل هستند. اینها ممکن است غیرفتوسنتزی باشند و فاقد پینه‌های معمولی باشند، برای نمونه، سرخس حساس.
نخلی‌سرخس‌سانان استروبیلی تولید می‌کنند که هم گرده‌ساز و هم بذرساز هستند که از هاگ‌برگ‌ها تشکیل شده‌اند.
کهن‌دار ریزهاگ‌برگ‌هایی را تولید می‌کند که به صورت استروبیلوس گرده‌ای جمع می‌شوند. تخمک‌ها روی هاگ‌برگ‌ها متولد نمی‌شوند.
بازدانگان مانند کهن‌دار و نخلی‌سرخس‌سانان ریزهاگ‌برگ تولید می‌کنند که به صورت استروبیلی گرده جمع می‌شوند. با این حال، برخلاف این‌ها، گروه‌های دیگر، تخمک‌ها در فلس‌های مخروطی تولید می‌شوند که به جای هاگ‌برگ، شاخه‌های اصلاح شده هستند.
برخی از گیاهان هاگ‌برگ تولید نمی‌کنند. هاگدان مستقیماً روی ساقه‌ها تولید می‌شود. پسیلوتوم به‌عنوان تولید کننده هاگدان (در یک سینانگیوم) در انتهای ساقه تفسیر شده است. دم‌اسب همیشه استروبیلی تولید می‌کند، اما ساختارهای حامل هاگدان (اسپورانژیوفورها) به‌عنوان اصلاح ساقه هوایی تفسیر شده‌اند. هاگدان‌ها، علیرغم اینکه انحنا یافته‌اند، به‌عنوان پایانه تفسیر می‌شوند.
گنتوم‌تباران هم گرده‌های مرکب و هم بذرهای استروبیلی تولید می‌کنند.